# 류베르치

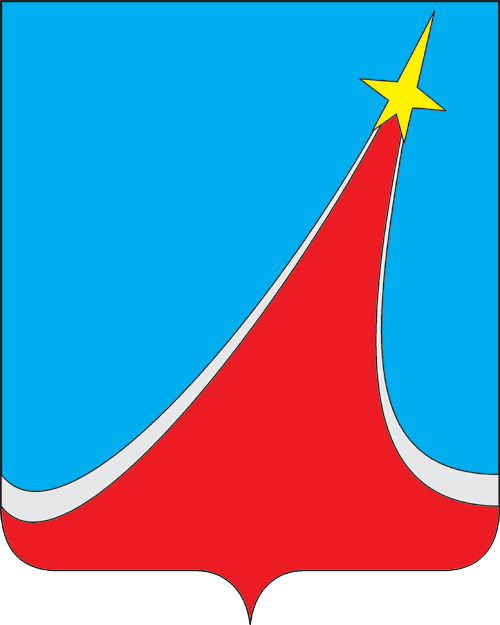
시 문장

류베르치(러시아어: Лю́берцы)는 러시아 모스크바주에 위치한 도시로, 인구는 156,691명(2002년 기준)이다. 모스크바(러시아의 수도이며 모스크바 주의 주도이기도 함)에서 남동쪽으로 20km 정도 떨어진 곳에 위치한다. 1621년 문헌에 처음 등장했고 1623년에 신설되었다. 1925년 시로 승격되었다. 주요 산업은 헬리콥터 제조, 건축 자재 생산, 식품 공업이다.

## 인구
| 연도                | 인구    | ±%      |
| ------------------- | ------- | ------- |
| 1926                | 10,000  | —       |
| 1939                | 46,491  | +364.9% |
| 1959                | 93,255  | +100.6% |
| 1970                | 139,401 | +49.5%  |
| 1979                | 159,563 | +14.5%  |
| 1989                | 165,478 | +3.7%   |
| 2002                | 156,691 | −5.3%   |
| 2010                | 172,525 | +10.1%  |
| 2021                | 224,195 | +29.9%  |
| Source: Census data |         |         |

## 출신 인물
- 유리 가가린
- 류베